# Dépression des personnes autistes
La dépression des personnes autistes survient fréquemment au cours de la vie, tant chez les enfants que chez les adultes. 
La symptomatologie de la dépression recoupe partiellement le comportement d'une personne autiste, ce qui rend son identification difficile. Entre 23 et 37 % des personnes autistes sont concernées par une dépression majeure au cours de la vie. 

## Causes
Pour Tony Attwood, l'association entre dépression et syndrome d'Asperger ne provient pas d'un aspect propre à cette forme d'autisme, mais est une conséquence de toutes les expériences de vie négatives des personnes concernées. Il décrit des épisodes dépressifs « particulièrement sévères, longs et récurrents » dans sa clinique Minds and Hearts en Australie.
Une corrélation a été démontrée entre survenue d'épisodes dépressifs, haut score de quotient intellectuel et faible estime de soi ; cela amène diverses pistes explicatives, telles qu'une possibilité que l'intelligence augmente le risque dépressif, mais aussi un moins bon soutien social des personnes autistes à QI élevé, et une perception plus importante de leur part des discriminations sociales qu'elles vivent.

## Signes cliniques
L'identification de la dépression chez une personne autiste est complexifiée en raison d'un chevauchement de symptômes : le comportement d'une personne ayant des troubles du spectre de l'autisme masque en effet partiellement la symptomatologie de la dépression. C'est particulièrement le cas pour ce qui concerne le retrait social, les troubles de l'alimentation et les troubles du sommeil, qui sont des symptômes fondamentaux à la fois de l'autisme et de la dépression.
D'après Katherine M. Magnuson et John N. Constantino, il existe aussi des symptomatologies atypiques de la dépression parmi les enfants autistes.
Certains symptômes associés à l'autisme, tels que l'obsession et l'automutilation, peuvent être aggravés pendant un épisode dépressif.

## Fréquence
Le Dr Mohammad Ghaziuddin estime, en 2002, que la dépression est probablement le trouble psychiatrique le plus fréquemment associé aux troubles du spectre de l'autisme. En raison des difficultés d'identifications, la fréquence des dépressions chez les personnes autistes est difficile à estimer avec précision. Stewart et al. estiment, en 2006, que ce tableau clinique est « fréquent ».
Les résultats de l'étude de Susan Dickerson Mayes et collègues, en 2011, suggèrent un lien direct entre l'anxiété, la dépression, et l'autisme, avec une composante développementale (la fréquence de la dépression augmentant avec l'âge et le QI des personnes autistes). La dépression est présente chez environ la moitié des 627 enfants autistes étudiés. 
En 2019, la recension de littérature publiée par Hollocks et collègues conclut qu'entre 23 et 37 % des personnes autistes sont concernées par une dépression majeure.

#### Articles scientifiques
- [Ghaziuddin, Ghaziuddin et Greden 2002] (en) Mohammad Ghaziuddin, Neera Ghaziuddin et John Greden, « Depression in Persons with Autism: Implications for Research and Clinical Care », Journal of Autism and Developmental Disorders, vol. 32, no 4,‎ 1er août 2002, p. 299–306 (ISSN 1573-3432, DOI 10.1023/A:1016330802348, lire en ligne, consulté le 28 novembre 2020)
- [Hollocks et al. 2019] (en) Matthew J. Hollocks, Jian Wei Lerh, Iliana Magiati et Richard Meiser-Stedman, « Anxiety and depression in adults with autism spectrum disorder: a systematic review and meta-analysis », Psychological Medicine, vol. 49, no 4,‎ mars 2019, p. 559–572 (ISSN 0033-2917 et 1469-8978, DOI 10.1017/S0033291718002283, lire en ligne, consulté le 28 novembre 2020)
- [Hudson, Hall et Harkness 2019] (en) Chloe C. Hudson, Layla Hall et Kate L. Harkness, « Prevalence of Depressive Disorders in Individuals with Autism Spectrum Disorder: a Meta-Analysis », Journal of Abnormal Child Psychology, vol. 47, no 1,‎ 1er janvier 2019, p. 165–175 (ISSN 1573-2835, DOI 10.1007/s10802-018-0402-1, lire en ligne, consulté le 26 mars 2024)
- [Magnuson et Constantino 2011] (en) Katherine M. Magnuson et John N. Constantino, « Characterization of Depression in Children with Autism Spectrum Disorders », Journal of developmental and behavioral pediatrics : JDBP, vol. 32, no 4,‎ mai 2011, p. 332–340 (ISSN 0196-206X, PMID 21502871, PMCID 3154372, DOI 10.1097/DBP.0b013e318213f56c, lire en ligne, consulté le 28 novembre 2020)
- [Stewart et al. 2006] (en) Mary E. Stewart, Louise Barnard, Joanne Pearson et Reem Hasan, « Presentation of depression in autism and Asperger syndrome: A review », Autism, vol. 10, no 1,‎ 1er janvier 2006, p. 103–116 (ISSN 1362-3613, DOI 10.1177/1362361306062013, lire en ligne, consulté le 28 novembre 2020)
- [Rhodes et al. 2023] Sinead M. Rhodes, Christopher B. Eaton, Jessica Oldridge et Jacqui Rodgers, « Lived experiences of depression in autistic children and adolescents: A qualitative study on child and parent perspectives », Research in Developmental Disabilities, vol. 138,‎ 1er juillet 2023, p. 104516 (ISSN 0891-4222, DOI 10.1016/j.ridd.2023.104516, lire en ligne, consulté le 1er septembre 2024)

### Vulgarisation
- (en) Chloe C. Hudson et Kate Harkness, « Près de la moitié des adultes autistes luttent contre la dépression », sur The Conversation, 2 avril 2019 (consulté le 21 mai 2023)